# Maximumrocknroll
Maximumrocknroll é um fanzine especializado em música punk, sem fins lucrativos e amplamente distribuido, fundado em 1982 na cidade de São Francisco, nos Estados Unidos. O fanzine traz entrevistas, colunas e críticas de colaboradores internacionais. Ao lado da HeartattaCk e da Punk Planet (que encerraram suas atividades em 2006 e 2007, respectivamente), a Maximum RocknRoll tornou-se uma das revistas mais importantes no ambiente punk, não apenas por causa de sua ampla cobertura, mas devido à sua presença influente e constante nas comunidades punks por mais de duas décadas.
A Maximum RocknRoll tentou ser uma importante rádio punk no começo dos anos 80, mas conseguiu mais destaque sendo um fanzine, assim mantendo maior proximidade com a ideologia punk.
Os primeiros números focavam mais em bandas locais, e se espalhava frequentemente em bandas como MDC. A área de cobertura do fanzine se expandiu rapidamente para todo o continente e, logo no quinto número, já estava fazendo cobertura de bandas brasileiras e holandesas na cena do punk underground. Nos anos 80, a Maximumrocknroll era um dos poucos fanzines estadunidenses que conseguiam se manter no movimento punk internacional, se esforçando para trazer bandas de vários lugares do mundo à capa do fanzine.
Hoje o fanzine já ultrapassou o 300º número, e continua incluindo assuntos internacionais em seu conteúdo. Sendo um dos maiores fanzines, suas seções de críticas musicais são bastante respeitadas e compreendidas. O fanzine faz também crítica de livros, filmes e vídeos.

## Ética
A Maximumrocknroll tem um largo e dedicado trabalho voluntário, fazendo assim com que ela reforce os valores do movimento punk. Todo mês publica diversas entrevistas com bandas locais. Além disso, ela tem também toda a cena internacional conectada a si.
Sua política sempre foi não fazer cobertura de bandas que gravam com grandes gravadoras, ou que mantêm contato com gravadoras. Isso se estende também às bandas que são "produzidas e distribuidas" por gravadoras subsidiárias. Por muitos anos, o fanzine obteve lucro, e parte desse dinheiro era "investido" em projetos da comunidade, um dos mais famosos talvez seja o "Gilman Street Project", criado na 924 Gilman Street, um dos clubes de punk rock mais importantes e duradouros.
Desde a morte de Yohannan, o fundador do fanzine, em 1998, em decorrência de um Linfoma não-Hodgkin, a revista continua operando essencialmente nos mesmos princípios econômicos. Hoje, o fanzine conta com onze diferentes coordenadores e dois coordenadores de distribuição.

## Escritores
Em seus anos de publicações, trouxe diversos escritores, músicos, colunistas e personalidades, tais como Mykel Board, Jeff Bale, Chris Bickel, Jennifer Blowdryer, Anonymous Boy, Mike Bullshit, Eugene Chadbourne, Felix Havoc, Larry Livermore, Kent McClard, Nick Pell, Jack Rabid, Ben Weasel, Matt Wobensmith, Wells Tipley, George Tabb, Jen Angel; e o editor Tim Yohannan.

## Crítica
O fato da Maximumrocknroll ter se tornado tão grande, tem gerado algumas controvérsias; o fanzine tem bastante críticas em diversos números. Às vezes, a política de editorial tem sido acusada de enfraquecer o espírito e também de ser elitista.
Alguns músicos também andaram criticando o fanzine. É o caso de Jello Biafra, vocalista do Dead Kennedys, que afirmou que as críticas que o fanzine fizeram a ele, inspiraram pessoas a assaltá-lo em um show que ele fez na Gilman Street, em 1994. Entretanto, os assaltantes não foram identificados como sendo filiados à Maximumrocknroll. Ele diz também que "o conceito que a Maximumrocknroll tem de música punk não é verdadeiro". De acordo com Biafra, "Se 'Holiday in Cambodia' fosse lançado hoje, seria banido da Maximumrocknroll por não soar como sendo punk". Jared Swilley, baixista da banda Black Lips, também fez críticas negativas ao fanzine.